# Bundesgesetz zum Schutz vor Passivrauchen
Das Bundesgesetz zum Schutz vor Passivrauchen (SR 818.31) vom 3. Oktober 2008 ist ein  Gesetz, das den Schutz vor Passivrauchen in der Schweiz regelt.

## Gesetzesinhalt
Das Bundesgesetz verbietet grundsätzlich das Rauchen in geschlossenen Räumen, die öffentlich zugänglich sind oder mehreren Personen als Arbeitsplatz dienen. Raucherräume dürfen eingerichtet werden, sofern sie dicht abgetrennt, ausreichend belüftet und besonders gekennzeichnet sind. Darüber hinaus darf in Gastlokalen unter 80 Quadratmetern geraucht werden, wenn sie gut belüftet, als Raucherbetrieb gekennzeichnet und von der zuständigen Behörde bewilligt sind. Die Kantone dürfen strengere Vorschriften erlassen. Siehe auch Rauchverbote nach Kanton.

## Geschichte
Eine vom damaligen Nationalrat Felix Gutzwiller im Jahr 2004 auf Veranlassung und mit umfassender rechtlicher Vorbereitung durch die Stiftung pro aere eingereichte parlamentarische Initiative verlangte neben einem umfassenden Schutz der Arbeitnehmerschaft auch einen Schutz der Bevölkerung in öffentlich zugänglichen Räumen.
Die zuständige Kommission des Nationalrates unterbreitete im Jahr 2007 dem Parlament den Entwurf für ein neues Bundesgesetz zum Schutz vor Passivrauchen. Es wurde am 3. Oktober 2008 verabschiedet, allerdings mit einem gegenüber dem Gesetzesentwurf schwächeren Gesundheitsschutz. Das Bundesamt für Gesundheit (BAG) hat, zusammen mit dem Staatssekretariat für Wirtschaft (SECO), die entsprechende Verordnung erarbeitet. Das Gesetz und die Verordnung sind seit dem 1. Mai 2010 in Kraft.